# Leydenská láhev

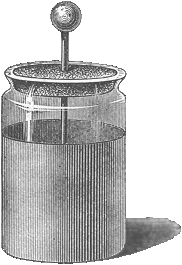
Leidenská láhev

Leidenská láhev (starším pravopisem Leydenská láhev) je první záměrně konstruovaný kondenzátor, který především v 18. století sloužil jako zásobník elektrického náboje při experimentech s elektřinou.
Název získala láhev podle univerzity v Leidenu v Nizozemsku, kde s ní experimentoval v roce 1746 Pieter van Musschenbroek. Nezávisle ji ale vytvořil o rok dříve německý fyzik Ewald Jürgen Georg von Kleist.
Původně se jednalo o skleněnou nádobu naplněnou vodou, do níž byl zaveden kovový drát procházející zátkou. Voda tvořila jednu elektrodu kondenzátoru, sklo sloužilo jako dielektrikum. Druhou elektrodou byla ruka držící láhev při experimentech.
Později byla konstrukce upravena. Vnější i vnitřní povrch skleněné nádoby byl polepen vodivým materiálem, sklo nadále sloužilo jako dielektrikum, které oba polepy oddělovalo. Z vnitřního polepu vedl hrdlem láhve ven vodič, zakončený kovovou koulí. Leydenské lahve se obvykle nabíjely elektrostatickou indukcí. Dvě tyto lahve je možno vidět v Klášteře Teplá.